# Mirtill
A Mirtill francia eredetű női név, jelentése: áfonya, de az alapszó jelentése a latinban mirtusz.

## Gyakorisága
Az 1990-es években szórványos név, a 2000-es években nem szerepel a 100 leggyakoribb női név között.

## Névnapok
- február 23.[2]
- augusztus 3.[2]

## Híres Mirtillek
- Nádasi Myrtill – filmszínésznő
- Micheller Myrtill magyar jazzénekesnő, vokalista
- Lenkei Mirtill tv-s bemondónő
- Hisztis Myrtle – a Harry Potter-sorozat egyik szereplője